# فیات براوو (۲۰۰۷)

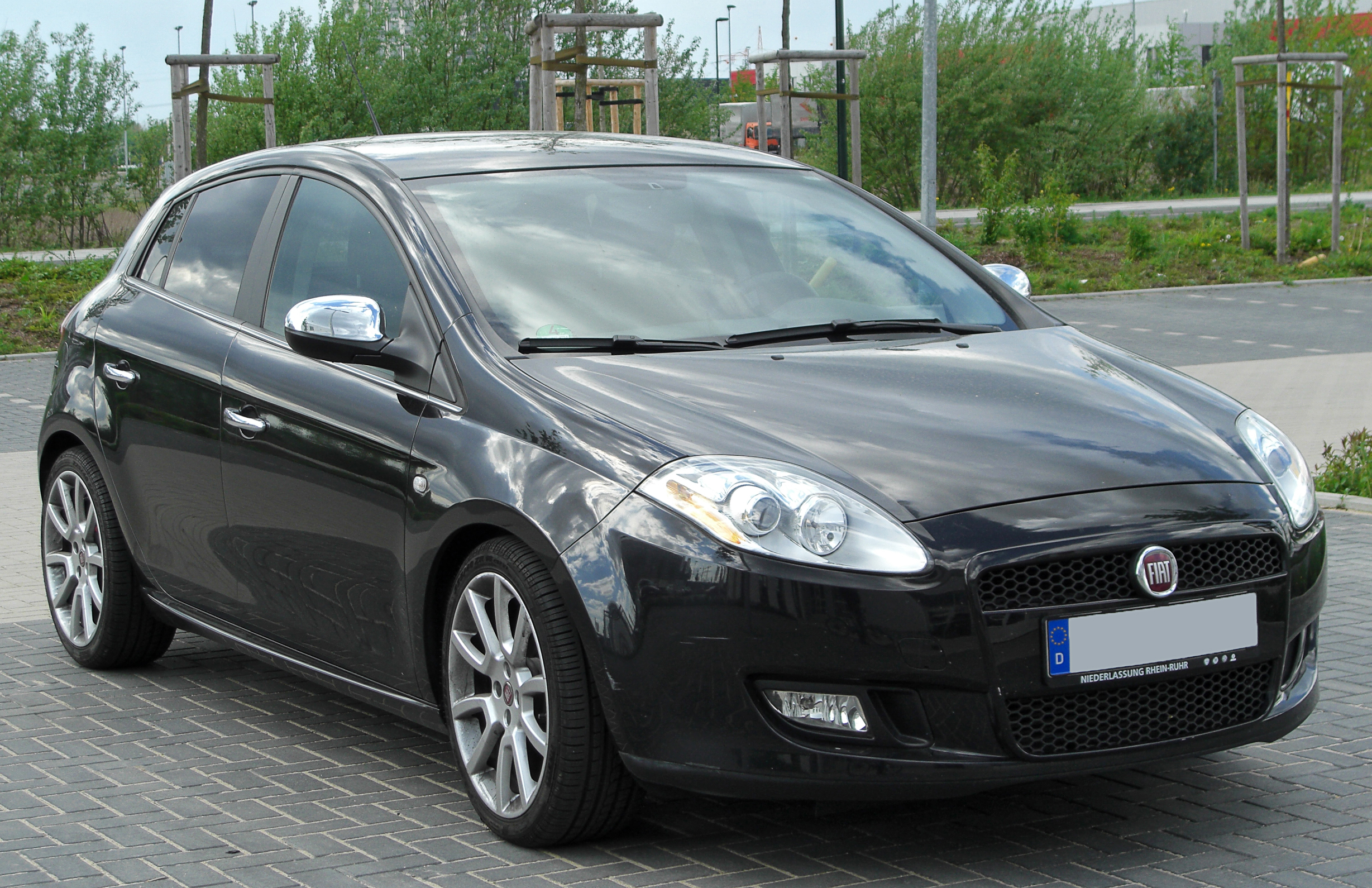

فیات براوو (Fiat Bravo) خودرویی است که از سال ۲۰۰۷ تا ۲۰۱۴ در استان فروزینونه، ایتالیا و از ۲۰۱۰ تا ۲۰۱۶ در میناس گرایس، برزیل تولید شده‌است.
این خودرو در کلاس خودرو کامپکت قرار گرفته و طراحی آن خودروهای موتور جلو-محور جلو بوده‌است. سامانه جعبه‌دندهٔ آن ۵ دنده دستی است.